# Aldrichiomyza longirostris
Aldrichiomyza longirostris är en tvåvingeart som beskrevs av Friedrich Georg Hendel 1931. Aldrichiomyza longirostris ingår i släktet Aldrichiomyza och familjen sprickflugor. Inga underarter finns listade i Catalogue of Life.